# Z с крюком
,  (Z с крюком) — буква расширенной латиницы, использовавшаяся в Африканском эталонном алфавите.

## Использование
Являлась 56-й буквой Африканского эталонного алфавита.
Схожая буква, но с крюком, загнутым вверх, использовалась в одном из вариантов алфавита тамашек для обозначения эмфатического [z].

## Возможное включение в Юникод
На данный момент в Юникоде данная буква отсутствует, поэтому не может быть набрана в электронном виде.
Заявка на включения данной буквы (наряду с другими символами, специфичными для Африканского эталонного алфавита) была подана в 2021 году. Позже был опубликован ответ на данную заявку, не рекомендующий кодировку данного символа по причине малоиспользуемости.